# Hypocaccus bigener
Hypocaccus bigener är en skalbaggsart som först beskrevs av J. E. Leconte 1844.  Hypocaccus bigener ingår i släktet Hypocaccus och familjen stumpbaggar. Inga underarter finns listade i Catalogue of Life.